# Erwin Heinz Ackerknecht
Erwin Heinz Ackerknecht (Stettin, 1 de abril de 1906 - Zurique, 16 de setembro de 1988) foi, nos anos 30, um ativo e influente membro do trotskismo, que teve de fugir da Alemanha, em 1933, época em que Hitler tomou o poder. Foi nos Estados Unidos, país que lhe concedeu cidadania, que Ackerknecht tornou-se um influente historiador da medicina, escrevendo obras inovadoras sobre as dimensões ecológicas e sociais das doenças e foi um dos precursores de tendências contemporâneas na história cultural e social. Tornou-se o primeiro Presidente na história da medicina da Universidade de Wisconsin, tendo sido essa a segunda posição nos Estados Unidos.

## Biografia

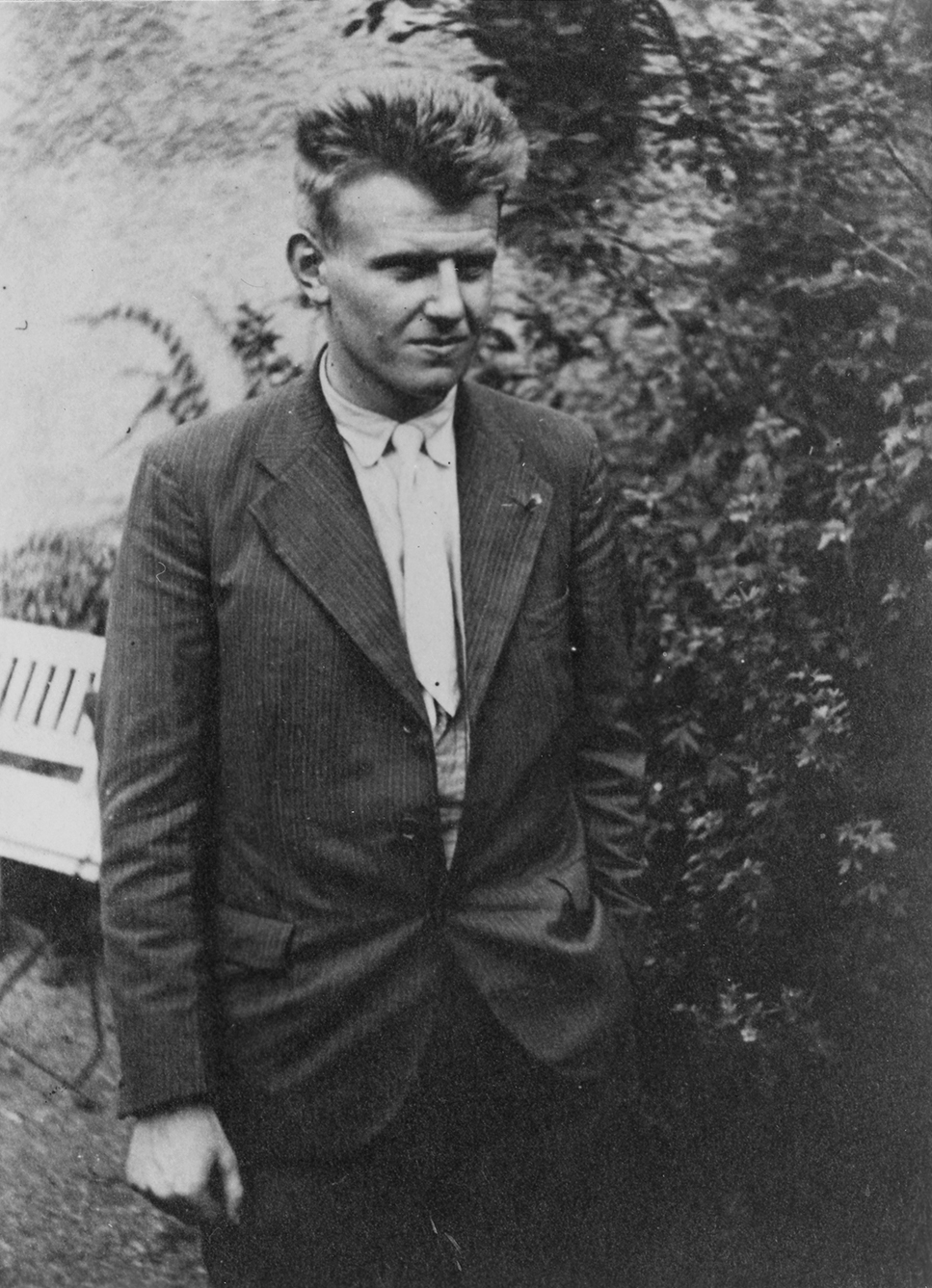
Erwin H. Ackerknecht, 1931

Erwin Heinz Ackerknecht nasceu em Stettin, hoje conhecida como Szczecin. Seu pai, Dr. Erin Julius Ackerknecht, foi um renomado bibliotecário, escritor, crítico literário e professor de história literária. Estudou medicina (e, esporadicamente, economia, história da literatura e arte), graduando-se pela Universidade de Leipzig em 1931, apresentando a dissertação de fim de curso sobre um estudo da reforma médica alemã de 1848. Ao longo de seus estudos, Ackerknecht afiliou-se aos grupos de estudantes comunistas em Freiburg, Berlin e Viena; em 1926, filiou-se ao KJVT (Kommunistischer Jugendverband Deutschlands - Federação da Juventude Comunista da Alemanha) e, depois, ao KPD (Kommunistische Partei Deutschlands - Partido Comunista da Alemanha).
Como estudante, foi conhecido como o líder da KoStyFra (Kommunistische Studentenfraktion - Facção de Estudantes Comunistas). Juntamente com R. Sobolevicius e Otto Schüssler, fundou, em 1928, um pequeno grupo de oposição em Leipzig chamado Bolschewistische Einheit - Unidade Bolchevista. Também era filiado à Liga Lenin. Em março de 1934, Ackerknecht tornou-se um dos membros fundadores da United Left Opposition - Oposição de Esquerda Unida, tendo sido expulso, na mesma época, da KPD. Ao se mudar de Leipzig para Berlim, tornou-se membro do 'comitê político' da Oposição de Esqueda da KPD, os "Bolchevistas-Leninistas", o ramo oficial alemão da Oposição de Esquerda Internacional, liderado por Leon Trotsky e seu filho Lev Sedov. Ackerknecht cooperou bastante com Sedov, Grylewicz e outros ativistas proeminentes do movimento trotiskista, tornando-se um coeditor e escritor pessoal da Oposição de Esquerda sob o pseudônimo Bauer. 